# Romuald Hazoumé
Romuald Hazoumé (* 7. Februar 1962 in Porto-Novo, Benin; eigentlich Romuald Hâtozoumê. Die frühere Schreibweise ist Hazoumé. Im März 2010 ordnete er selbst an, dass sein Name nun Hazoumè geschrieben wird) ist ein beninischer Künstler, der vor allem für seine symbolischen Masken aus Wasserkanistern bekannt ist. Seine Werke haben oftmals Mythen und Traditionen seiner Heimat als Motiv, ob es nun Masken, Installationen oder großflächige Gemälde sind.

## Leben und Werk
Romuald Hazoumé besuchte ein französisches Gymnasium und begeisterte sich in seiner Jugend für Sport. Er wurde Judo-Meister seines Landes und malte außerdem Bilder, die von allerlei Riten und Symbolen einheimischer Anhänger bestimmter traditioneller Religionen beeinflusst wurden.
Bei seiner ersten öffentlichen Ausstellung 1989 am Centre Culturel Français in Cotonou wurde er von dem renommierten Kurator für afrikanische Kunst André Magnin entdeckt. Er sah Hazoumés Arbeiten aus Metallschrott, Holztrümmern, Blechfetzen und ausgedienten Plastikkanistern, die er zu Masken gestaltet hatte und so den Müll „beseelte“. Später folgten Ausstellungen in diversen Städten wie Houston, Paris, London und im Guggenheim-Museum Bilbao.
Auf der documenta 12 in Kassel war Hazoumé mit mehreren Werken vertreten. Das spektakulärste war „Dream“ (2007), eine Installation (circa 200 m²) aus einem aus zerschnittenen Plastikkanistern zusammengesetzten Flüchtlingsboot, einer Fotografie (circa 30 m²) eines afrikanischen Flussdorfes und mehreren Bodenbeschriftungen in vier Sprachen (deutsch, englisch, französisch, eine afrikanische Sprache). Der englische Spruch lautete übersetzt in etwa „Verdammt wenn sie gehen und verdammt wenn sie bleiben, besser, wenigstens, gegangen zu sein und zu scheitern im Boot ihrer Träume.“ Dieses Werk war wie viele andere ein politisches Statement zur aktuellen Entwicklung Afrikas, es wurde von der documenta und der Stadt Kassel für die Neue Galerie angekauft. Er erhielt auf der documenta 12 den mit 10.000 Euro dotierten Arnold-Bode-Preis 2007.

## Zitate
„Meine Kunst kann nur hier entstehen (..) Afrika, das ist die Quelle meiner Inspiration.“

"Es ist schwer, über eine afrikanische Identität zu sprechen. Die Komplexität von Afrika ist unbeschreiblich. Ich finde es zeugt von der Arroganz des Abendlandes, wenn man uns weismachen will, wir hätten keine Kunst oder dass die Kunst der Yoruba Folklore sei.

Der beste Weg, den Menschen in Afrika zu dienen, besteht darin, ihrem Leid mit dem heute populärsten Objekt in Benin Ausdruck zu verleihen. Das ist aber nicht das Auto, es sind die Benzinkanister an den Straßen. Und diese Kanister sind bereits Masken. Resultat ist eine Maske, die keine afrikanische Maske und auch kein Ebenbild einer afrikanischen Maske sein kann. Sie hat nichts mit irgendeinem Ästhetizismus zu tun."

– Romuald Hazoumé: My Paradise - Made in Porto-Novo

## Werk
- Dream, 2007